# Конгольський виборчий округ
Конгола — найзахідніший виборчий округ регіону Замбезі в Намібії та найбільший за площею. Розташований біля річки Квандо. Адміністративний центр — поселення Конгола. Станом на 2020 рік в окрузі було зареєстровано 5565 виборців.

## Люди
Окрім Конголи, до цього виборчого округу входять наступні населені пункти: Четто, Піпо, Качендже, Нкстохей, Омега-3, Пока, Машамбо,
Мванзі, Ізві, Муланга, Мунгуза, Кахуніква, Квінсленд, Какува та Мітондо. За переписом 2011 року населення округу становило 7366 осіб.
Район населений представниками племен Мафве і Маші, і, таким чином, керується двома традиційними органами влади. Велика територія на західній стороні виборчого округу підпадає під національний парк Бвабвата, де проживає приблизно 1900 людей Хве Сан.

## Політика
На регіональних виборах 2015 року переміг Девід Сіяйо Мулуті з партії СВАПО з 1227 голосами, за ним став Джастінс Мусупі Кутембека з Об'єднання за демократію та прогрес (RDP) з 495 голосами. На регіональних виборах 2020 року переміг Беннеті Лікулела Бусіху, незалежний кандидат. Він отримав 1236 голосів. Друге місце посів Мулуті від СВАПО з 538 голосами, за ним йдуть Альбіус Сільвабубі Валубіта з Народного демократичного руху (ДПМ, 384 голоси) і Адамс Маньяндо Лусепані з Незалежних патріотів за зміни (МПК, опозиційна партія, сформована в серпні 2020 року) з 333 голосами.